# Heinrich Jaeger (Physiker)
Heinrich Martin Jaeger (* 15. Mai 1957 in Flensburg) ist ein deutsch-US-amerikanischer Physiker, der sich mit experimenteller Festkörperphysik (zum Beispiel Supraleitung, mesoskopische Strukturen) und  Weicher Materie (insbesondere granulare Materie) befasst. Er ist Professor an der Universität Chicago.
Jaeger studierte bis zum Vordiplom 1979 an der Universität Kiel, machte 1982 an der University of Minnesota seinen Master-Abschluss (er war dort mit einem Fulbright-Stipendium) und wurde dort 1987 in Physik bei Allen Goldman promoviert (über ultradünne supraleitende Schichten). Als Post-Doktorand war er bis 1989 an der Universität Chicago und danach bis 1991 am Centre for Submicron Technology der TU Delft. 1991 wurde er Assistant Professor, 1996 Associate Professor und 2000 Professor an der Universität Chicago.
Jaeger war von 2001 bis 2006 Direktor des Materials Research Center der Universität Chicago und von 2007 bis 2010 Direktor des James Franck Institute. Seit 2010 ist er William J. Friedman and Alicia Townsend Professor für Physik.
Er forscht unter anderem über sich selbst-anordnende Nanoteilchen-Strukturen, Rheologie dichter Suspensionen und Packung und Fluss granularer Materialien.
Er ist Fellow der American Physical Society (2002), war 1991 Packard Fellow und 1992 bis 1994 Sloan Research Fellow. 1987 war er James Franck Fellow der Universität Chicago und 1988 Arthur Compton Lecturer. 2018 wurde Jaeger in die American Academy of Arts and Sciences gewählt.

## Schriften
- Heinrich Jaeger, Sidney Nagel, Robert Behringer Granular Solids, Liquids and Gases, Reviews of Modern Physics, Band 68, 1996, S. 1259–1273